# Hubertus Strughold
Hubertus Strughold, né le 15 juin 1898 à Hamm et mort le 25 septembre 1986 à San Antonio, est un physiologiste allemand naturalisé américain qui a joué un rôle pionnier durant les années 1950 et 1960 dans le domaine de la médecine spatiale. Durant la Seconde Guerre mondiale et dans le cadre de son travail de recherche sur le comportement du corps humain à  haute altitude et soumis à de fortes accélérations, il est suspecté d'avoir été impliqué indirectement dans des expériences médicales nazies sur des déportés du camp de Dachau ayant entraîné leur mort. 

## Biographie

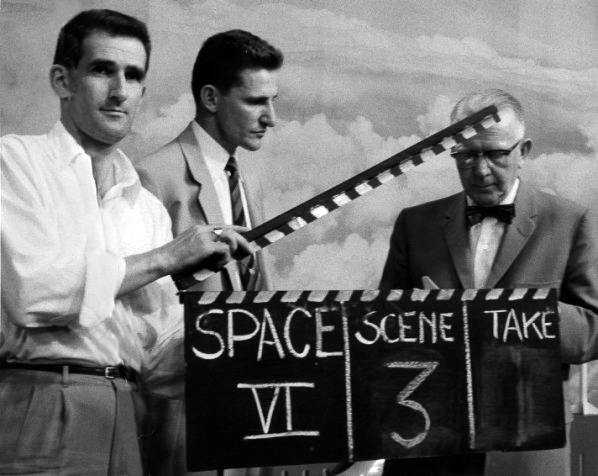
Hubertus Strughold

Hubertus Strughold suit une formation de médecin dans les années 1920 dans plusieurs universités allemandes et devient par la suite professeur de physiologie et assistant de recherche auprès de Maximilian von Frey, un chercheur réputé de ce domaine. Il s'intéresse à la médecine aéronautique et effectue des recherches dans ce domaine dans le cadre d'un séjour aux États-Unis en 1928.  En 1935, il devient responsable de la médecine aéronautique de la Luftwaffe (Armée de l'Air allemande), une position qu'il conserve jusqu'à la fin de la Deuxième Guerre mondiale. En 1947, il arrive aux États-Unis dans le cadre de l'Opération Paperclip et devient un responsable médical de haut rang dans l'Armée de l'Air américaine. Il prend la nationalité américaine en 1956. En 1962, alors que le programme spatial habité prend son essor (Programme Gemini, Programme Apollo), il est nommé responsable de la division médicale de l'agence spatiale américaine, la NASA. Il prend sa retraite en 1968.
Pour son rôle de pionnier dans l'étude des effets physiques et psychologiques du vol spatial, il acquiert le surnom de « père de la médecine spatiale ». Néanmoins, les activités de Strughold pendant la période de l'Allemagne nazie sont portées après sa mort sous les feux des projecteurs et des allégations concernant son implication dans l'expérimentation médicale nazie diminuent grandement sa réputation.